# بيل سيويل
بيل سيويل هو نقابي وسياسي أسترالي، ولد في 7 فبراير 1901 في Beverley, Western Australia ‏ في أستراليا، وتوفي في 13 يونيو 1980 في جيرالدتون في أستراليا. نشط حزبياً في حزب العمال الأسترالي ‏. وقد انتخب عضو الجمعية التشريعية لأستراليا الغربية ‏.